# Picus (mitologie)
În mitologia romană, Picus a fost primul rege al regiunii Latium. Picus avea darul profeției. El era venerat în Italia antică. Picus era îndrăgostit de Pomona. El a fost iubit de magiciana Circe, a cărei dragoste nu a voit să o împărtășească. Circe l-a transformat într-o ciocănitoare pentru disprețul față de iubirea ei. Soția lui  Picus a fost Canens, o nimfă care s-a sinucis după transformarea sa în ciocănitoare; ei au avut un fiu, Faunus. În artă, Picus a fost inițial înfățișat sub forma unei ciocănitori în vârful unui par, iar apoi ca un tânăr cu o ciocănitoare pe cap. Ciocănitoarea era o pasăre apreciată de auguri (preoți romani care preziceau viitorul studiind zborul păsărilor).
1. 1 2   http://annales.info/roma/small/picus.htm Lipsește sau este vid: |title= (ajutor)